# Dans la cour des grands (film, 1995)
Pour les articles homonymes, voir Dans la cour des grands.
Pour plus de détails, voir Fiche technique et Distribution.
Dans la cour des grands (titre portugais : O Recreio dos Grandes) est un film franco-portugais réalisé par Florence Strauss, sorti en 1995.

## Fiche technique
- Titre français : Dans la cour des grands
- Titre portugais : O Recreio dos Grandes
- Réalisation : Florence Strauss
- Scénario : François Celier, Anne-Marie Étienne, Florence Strauss, Philippe de Chauveron
- Photographie :  Laurent Machuel
- Montage :  Nicole Saunier
- Musique :  Michel Crosio
- Son : Claude Bertrand
- Direction artistique :  Marina Zuliani
- Décors : Joao Martins
- Costumes :  Maria Gonzaga
- Producteur :  Jacques-Éric Strauss, Ilya Claisse (productrice exécutive)
- Sociétés de production : FTD International Cinéma, Costa do Castelo Filmes, M6 Films, Président Films
- Sociétés de production : Bac Films (France), Filmes Lusomundo (Portugal), Pathé Films AG (Suisse)
- Pays d'origine :  France |  Portugal
- Langue : français, portugais
- Format : couleurs — 35 mm — 1,66:1  — Son : Dolby SR
- Genre : drame
- Durée : 93 minutes
- Date de sortie : 
  -  France : 12 juillet 1995
  -  Suisse : 14 juillet 1995
  -  Canada : 8 septembre 1995 (Festival international du film de Toronto)
  -  Portugal : 10 novembre 1995

## Distribution
- Natacha Amal : Éva
- Sandra Speichert : Rosita
- Arnaud Giovaninetti : Matteo
- Cyrille Bonnet : Charles
- João Perry : Alexandre
- Marla Glen : La chanteuse
- Pamela Knaack : Mercedes
- Adrien de Van : Tonio
- João Lagarto : Santos
- Micaela Cardoso : Inês
- Márcia Breia : Maria
- António Fonseca : Commissaire Gomez
- Stéphan Guérin-Tillié : Sorgo
- Miguel Borges : Eusébio
- Mario Luraschi : Le matelot ivre
- José Meireles : Matelot bateau noir
- Felipe Cardoso : Matelot bateau noir
- Rui Rebelo : Le tatoueur
- Diogo Dória : Un malfrat
- Nuno Melo : Un malfrat
- Carmen Santos : La surveillante
- João D'Ávila : Deschamps
- Michel Crosio : Le pianiste
- Carlos Cabral Pereira : Le batteur
- Arlindo Santos : Le guitariste
- Henrique Leite : Le trompettiste